# Solfara Mintinella Virdilio
La solfara Mintinella Virdilio o miniera Mintinella Virdilio  è stata una miniera di zolfo sita in provincia di Agrigento nei pressi del comune di Naro.
La solfara fu aperta dopo 1880, oggi è inattiva.